# Abd Allah (nome)
Abd Allah  è un nome proprio di persona arabo maschile; in arabo è scritto عبد الله, che può essere traslitterato anche come Abdullah, Abdulla o Abdallah.

## Varianti in altre lingue
- Azero: Abdulla[2]
- Bengalese: আব্দুল্লাহ (Abdullah)[2]
- Bosniaco: Abdulah[2]
- Curdo: عەبدوڵڵا ('Ebdulla)[2]
- Fula: Abdullaahi[2]
- Hausa: Abdullahi[2]
- Indonesiano: Abdullah[2]
- Kazako: Абдулла (Abdulla)[2]
- Kirghiso: Абдулла (Abdulla)[2]
- Maldiviano: ޢަބްދުﷲ (Abdulla)[2]
- Malese: Abdullah[2]
- Persiano: عبدالله (Abdollah)[2]
- Somalo: Cabdullaahi[2]
- Tagico: Абдулло (Abdullo), Абдуллоҳ (Abdulloḩ), Абдуллоҳи (Abdulloḩi)[2]
- Turco: Abdullah[2]
- Uiguro: ئابدۇللا (Abdulla)[2]
- Urdu: عبداللہ (Abdullah)[2]
- Uzbeco: Абдулла (Abdulla), Абдулло (Abdullo), Абдуллоҳ (Abdulloḩ)[2]
- Lingue dell'ex Africa Occidentale Francese: Abdoulaye[2]

## Origine e diffusione
È composto dai termini arabi عبد ('abd, "servo") e الله (Allah, "Dio"), e vuol dire quindi "servo di Dio"; il significato è lo stesso del nome biblico Abdiele, con cui è infatti imparentato.
Questo era il nome del padre di Maometto, il quale morì prima della nascita del figlio, nonché di un suo figlio. Secondo la Ḥadīth, l'uso di questo nome venne promosso dallo stesso Maometto, in quanto gradito ad Allah; è quindi un nome estremamente diffuso nel mondo islamico. 
Il nome spagnolo femminile Obdulia viene spesso considerato una forma "ispanizzata" di Abd Allah.

## Onomastico
L'onomastico si può festeggiare il 16 settembre in memoria di san Servideo, detto anche Abdallah, seguace di san Rogelio e martire assieme a lui a Cordova sotto ai Mori.

## Persone
- Abd Allah dell'Arabia Saudita, re dell'Arabia Saudita

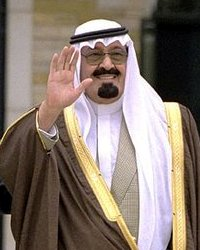
Abd Allah dell'Arabia Saudita

- Abd Allah I di Giordania, re di Giordania
- Abd Allah II di Giordania, re di Giordania
- ʿAbd Allāh al-ʿAzzām, attivista palestinese
- Abd Allah Ansari di Herat, mistico persiano
- Abd Allah ibn 'Abbas, teologo arabo
- Abd Allah ibn al-Mu'tazz, poeta arabo
- Abd Allah ibn Muhammad, emiro di al-Andalus
- Abd Allah ibn Yasin al-Guzuli, religioso berbero

### Variante Abdullah

Abdullah Öcalan

- Abdullah Abdullah, politico afghano
- Abdullah al-Ahmar, politico siriano
- Abdullah Ahmad Badawi, politico malese
- Abdullah Gül, politico, economista e accademico turco
- Abdullah Ibrahim, pianista e compositore sudafricano
- Abdullah Öcalan, politico curdo
- Abdullah Senussi, generale sudanese naturalizzato libico
- Abdullah Zubromawi, calciatore saudita

### Variante Abdulla
- Abdulla Aripov, politico uzbeco
- Abdulla Goran, poeta curdo

Abdulah Sidran

- Abdulla Yameen, politico maldiviano

### Variante Abdoulaye
- Abdoulaye Armin Kane, scultore, pittore e animatore senegalese
- Abdoulaye Doucouré, calciatore francese
- Abdoulaye Traoré, calciatore ivoriano
- Abdoulaye Wade, politico senegalese

### Altre varianti
- Abdullahi Yusuf Ahmed, politico e militare somalo
- Abdullahi Issa Mohamud, politico somalo
- Abdulah Sidran, scrittore, poeta e sceneggiatore bosniaco